# Boza (cantante)
Boza, pseudonimo di Humberto Ceballos Boza (Panama, 25 luglio 1997), è un cantante panamense.

## Carriera
Nell'aprile 2017 è entrato a far parte dell'etichetta discografica Panama Music, pubblicando le canzoni "Ratas y ratones", "Lollipop" e "Me mató".
Nella primavera del 2019 firma con la Sony Music. In estate si esibisce con Bad Bunny durante la data del tour a Panama.
Il 14 febbraio 2020 esce il suo primo EP intitolato Sonrisas tristes. A luglio dello stesso anno pubblica per la Sony Music l'album di debutto Más negro que rojo.
Ottiene successo internazionale con il singolo Hecha pa' mi, venendo certificato oro dalla FIMI e piazzatosi al nono posto in Italia e al quinto in Spagna, e quadruplo platino in Perù, doppio platino in Spagna, platino in Cile, Messico, Argentina.

## Discografia

### Album in studio
- 2020 – Más negro que rojo
- 2022 – Bucle

### EP
- 2020 – Sonrisas tristes

### Singoli
- 2020 – Hecha pa' mi